# 浦川伸太郎
浦川 伸太郎（うらかわ しんたろう、1986年7月23日 - ）は、日本の元ラグビー選手。

## プロフィール
- 福岡県出身[1]。
- ポジションはロック(LO)。
- 身長 186cm、体重 105kg
- ニックネームはしんちゃん。
- 高校九州代表に選ばれたことがある。

## 略歴
2005年、東福岡高校卒業後、拓殖大学に入学する。
2008年、拓殖大学ラグビー部の主将に就任した。
2009年、拓殖大学卒業後、九州電力キューデンヴォルテクスに加入。同年9月5日に行われたジャパンラグビートップリーグの福岡サニックスブルース戦に先発出場で公式戦初出場を果たした。
2021年、現役を引退した。